# Shekhinah
Shekhinah, do hebraico: שכינה, Pronúncia: [ʃe̞χiˈnä]; "habitação", "assentamento", é uma palavra utilizada para designar a habitação ou presença de Deus (cf. divina presença), especialmente no Templo em Jerusalém.

## Etimologia
Shekhinah é derivada do verbo hebraico שכן (ShKhN). No hebraico bíblico, esta palavra nunca foi usada, apenas a sua raiz, na forma verbal. Shekhinah significa literalmente, assentamento, habitação ou moradia. A palavra Shekhinah só aparece na Cabala hebraica. O verbo Shakhan é usado na  Bíblia hebraica (ver Êxodo 40:35: " Moisés não podia entrar na tenda da congregação, porquanto a nuvem permanecia [Shakhan] sobre ela, e a glória do SENHOR enchia o tabernáculo"). Ver também por exemplo, Gênesis 9:27, Gênesis 14:13, Salmos 37:3, Jeremias 33:16), bem como na bênção semanal do Shabat, recitada no Templo de Jerusalém ("Ele, que faz com que o seu nome habite [shochan] nesta Casa, para habitar no meio de vocês o amor e fraternidade, paz e amizade").

## Significado no judaísmo
Designando a faceta da revelação divina aos homens, a "Divina Presença", sendo também considerada a face "feminina" e "materna" dela. O vocábulo "shechiná" não aparece na Bíblia Judaica nem no Novo Testamento, sendo uma palavra derivada da raiz hebraica ש-כ-נ (sh-k-n), cujo significado é "habitar", "fazer morada".
De acordo com a concepção cabalística e do ramo hassidísmo do judaísmo, a Shechiná é uma energia cósmica poderosíssima em si mesma, que habita no "interior" do Universo e vivifíca-o, sendo a sua "alma" ou "espírito".
"A Shekiná, como uma ideia concreta, aparece só na Literatura rabínica, havendo somente "alusões" a esta presença divina, no meio do povo de Israel, na Torá, quando Deus disse ao seu povo "וְעָשׂוּ לִי מִקְדָּשׁ וְשָׁכַנְתִּי בְּתוֹכָם" - "e fareis um santuário para Mim, e habitarei no  meio deles (dos israelitas)";"וְשָׁכַנְתִּי בְּתוֹךְ בְּנֵי יִשְׂרָאֵל, וְהָיִיתִי לָהֶם לֵאלֹהִים" - "e habitarei no meio dos filhos de Israel, e serei-lhes por Deus"; e "יְהֹוָה צְבָאוֹת הַשֹּׁכֵן בְּהַר צִיּוֹן" - "o Eterno dos exércitos, aquele que habita em Sião"."
Esta faceta da divindade, que é a menor de todas as outras revelações, é o meio comunicativo entre o homem e Deus. Ela é "mensurável" de acordo com a posição de cada pessoa e dos seus atos; sendo que, às vezes, ela se revela e, às vezes, se oculta, como os Sábios de Israel disseram, quando se referiam ao Segundo Templo, que não tinha o "pairar da Shechiná (sobre ele)". Já em relação à Diáspora, os rabinos disseram que, de alguma forma, a Shechiná preservou uma relação com Israel, especialmente quando este passou por períodos difíceis, espalhados entre as nações: "a todo lugar onde para lá foi exilado Israel - a Shechiná foi (também) exilada com ele", sofrendo também com ele nos infortúnios. Rabi Chanina, no Talmude, agrava ainda mais esta concepção, quando diz que "aquele que esbofetea a face de Israel, é como se estivesse esbofeteado a face da Shechiná".

## A Shekhinah no cristianismo
Muitos cristãos também consideram que a Shekhinah tenha se manifestado em inúmeros casos no Novo Testamento, como no caso de Jesus no monte da transfiguração (Mc 9.7-11), na sua Ascensão (At 1.9-11), mas especialmente no dia de Pentecostes, com a descida do Espírito Santo.
Alguns hebreus católicos comparam o conceito de Shekhinah na literatura rabínica com a Presença Real de Cristo na Eucaristia.

## A Shekhinah no islamismo
A palavra سكينة (Sakinah) é mencionada seis vezes no Alcorão. Ela representa garantia de paz, calma e tranquilidade. O capítulo 2, versículo 248 diz: "E seu mensageiro disse-lhes: Em verdade! O sinal do seu reino é que não virá a vós At-Tabut (a arca perdida), onde é Sakinah do vosso Senhor e um remanescente do que Moisés e Arão deixaram para trás, levado pelos anjos. Em verdade, nisto há um sinal para vós, se sois crentes." É muitas vezes descrita como "sensação reconfortante de estar na presença (ou sob a proteção) de Deus."